# 에밀리 라이오스

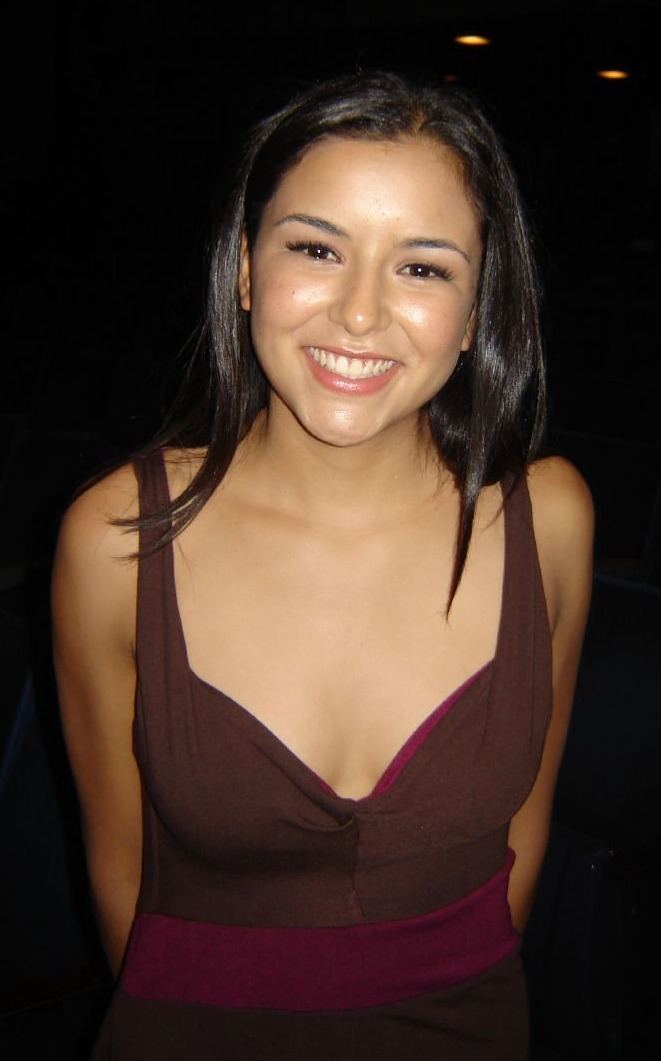

에밀리 리오스(Emily Rios, 1989년 4월 27일 ~ )는 미국의 배우, 모델이다.
로스앤젤레스에서 태어났다.

## 출연 작품
- 페인트 잇 블랙 (2016년)
- 빅 마마 하우스 3 - 라이크 파더, 라이크 선 (2011년)
- 피트 스몰스 이즈 데드 (2010년)
- 러브 랜치 (2010년)
- 다운 포 라이프 (2009년)
- 위닝 시즌 (2009년)
- 더 스테인 온 더 사이드워크 (2007년) - 바네사 역
- 더 블루 아워 (2007년)
- 달콤한 열여섯 (2006년) - 막달레나 역

### 텔레비전
- Men of a Certain Age (2009-11)
- 브레이킹 배드 (2010-13) - 안드레아 역
- 더 브릿지: 조각 살인마 (2013-14)
- 스노우폴 (2017-18, Snowfall)